# Лугаськов, Иван Фёдорович
Ива́н Фёдорович Лугасько́в (20 марта 1910, Ташага, Пензенская губерния — 25 декабря 1995, Нижний Новгород) — командир отделения пулемётной роты 893-го стрелкового полка (196-я стрелковая дивизия, 67-я армия, 3-й Прибалтийский фронт), старший сержант.

## Биография
Родился в крестьянской семье в селе Ташага Саранского уезда Пензенской губернии (в настоящее время посёлок Александровка Большеберезниковского района республики Мордовия). Окончил 2 класса школы. Работал в колхозе, затем на железной дороге в Архангельской области.
В 1938 году Вельским райвоенкоматом Архангельской области он был призван в ряды Красной армии. Участник Польского похода и советско-финской войны.
В феврале 1944 года приказом по 59-й армии красноармеец Лугаськов за мужество и героизм в боях против немецко-фашистских захватчиков был награждён орденом Красной Звезды.
Красноармеец Лугаськов 1 февраля 1944 года в числе первых ворвался в деревню Кострони в Батецком районе Новгородской области, гранатами подавил 2 огневых точки точки и уничтожил около 10 солдат противника. Приказом по 310-й стрелковой дивизии от 17 марта 1944 года он был награждён орденом Славы 3-й степени.
Наводчик станкового пулемета сержант Лугаськов 5 августа 1944 года в районе деревни Лавры в Печорском районе Псковской области участвовал в отражении 2 контратак противника, уничтожил огневую точку и свыше 20 солдат Противника. Приказом по 196 стрелковой дивизии от 24 августа 1944 года он повторно был награждён орденом Славы 3-й степени. Указом Президиума Верховного Совета СССР от 1 октября 1968 года он был перенаграждён орденом Славы 1-й степени. Церемония вручения награды прошла во Дворце культуры ГАЗа 22 февраля 1969 года.
16 сентября 1944 года старший сержант Лугаськов в наступательном бою в Эстонии у селения Руси в районе города Тырва отразил контратаку противника, уничтожив при этом 13 солдат противника. Выдвинувшись вперёд он подавил 2 огневые точки противника, чем обеспечил стрелковым подразделениям своего батальона успешное взятие населённого пункта. Приказом по 1-й ударной армии от 7 октября 1944 года он был награждён орденом Славы 2-й степени.
В октябре 1945 года старший сержант Лугаськов был демобилизован. Жил в Нижнем Новгороде. Работал на Горьковской железной дороге.
В 1985 году в ознаменование 40-летия Победы он был награждён орденом Отечественной войны 1-й степени.
Скончался 25 декабря 1995 года, похоронен на Сортировочном кладбище Нижнего Новгорода.